# Карриэс, Жан-Жозеф

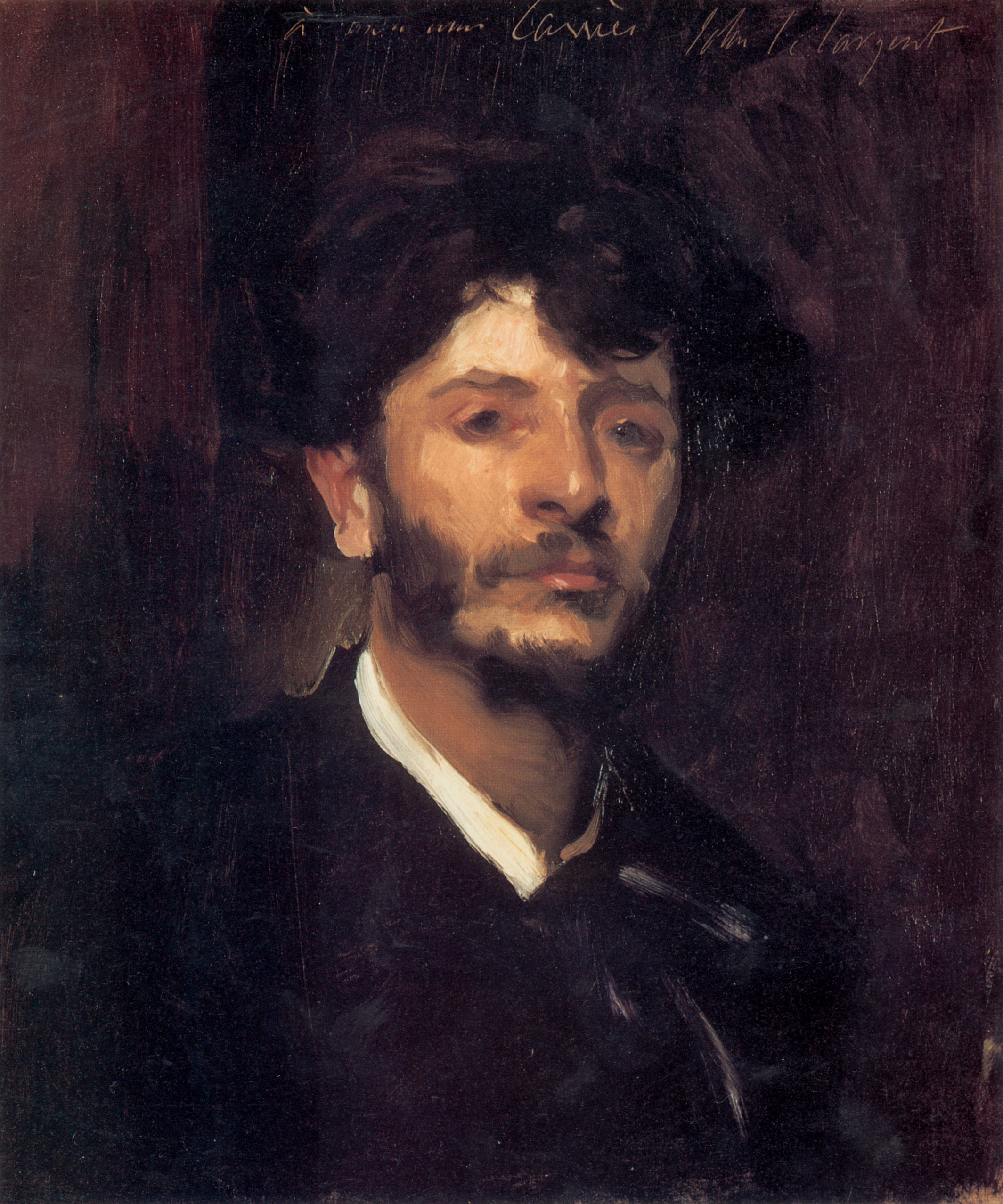
Портрет Жана-Жозефа Карьеса работы Джона Сингера Сарджента.

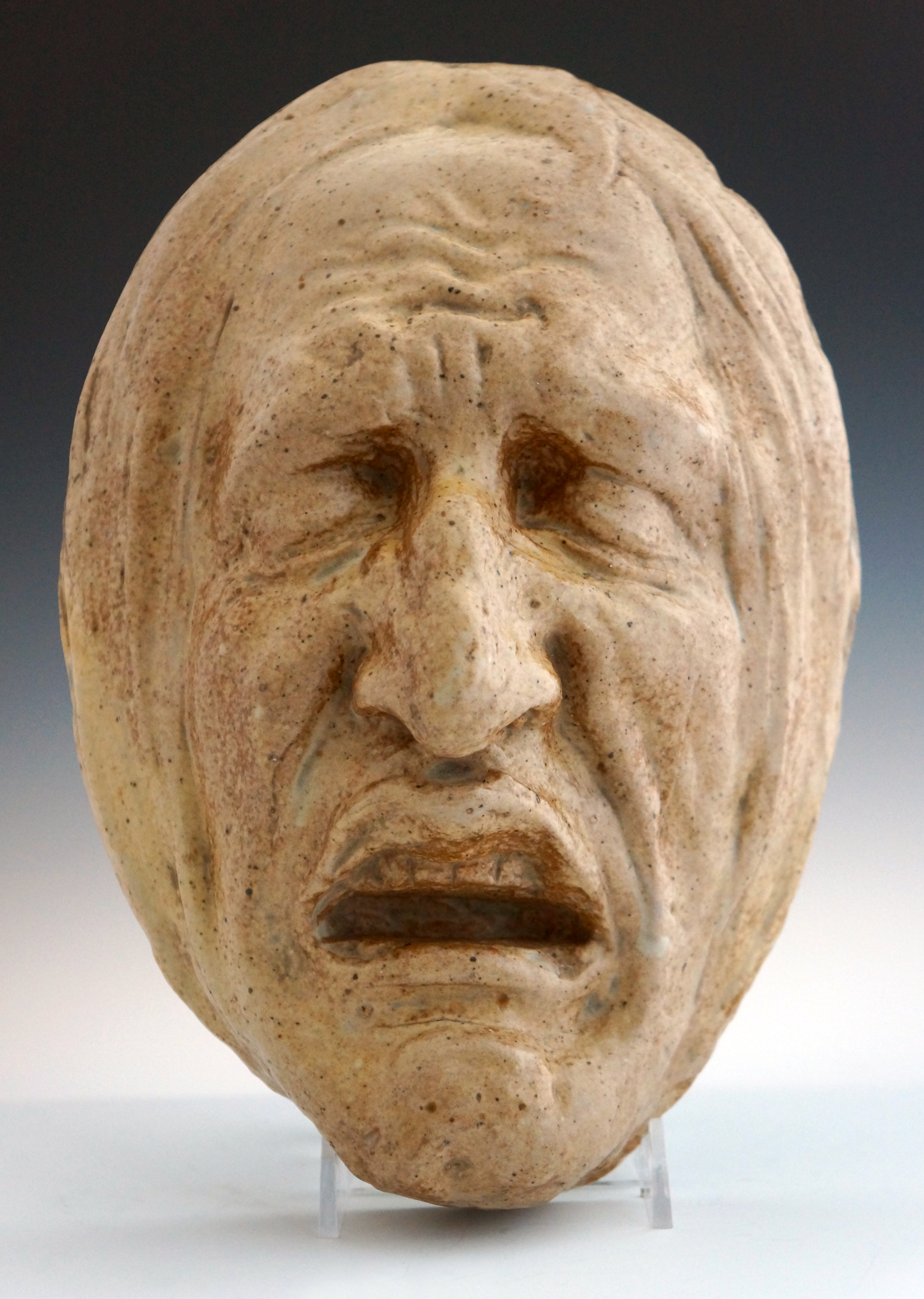
Керамическая маска с фигурой в агонии или выражением смерти от Жана Карриеса.

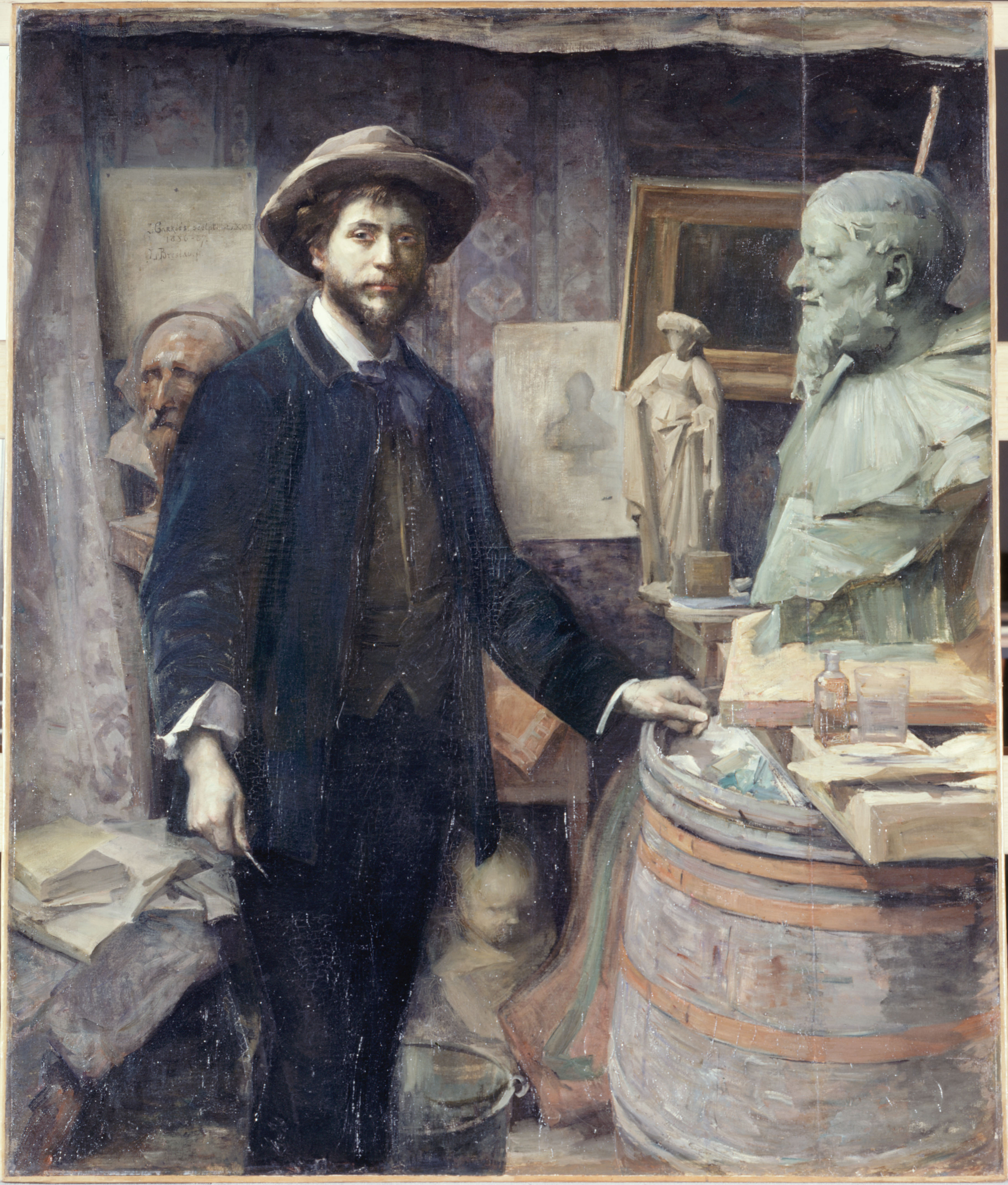
Портрет Жана Карье в ателье сына' by Луизы Катрин Бреслау, Париж, Малый дворец, Музей изящных искусств де ла Виль де Пари.

Жан-Жозеф Мари Карриэ́с (фр. Jean-Joseph Marie Carriès; 15 февраля 1855, Лион — 1 июля 1894, Париж) — французский скульптор, художник-керамист и миниатюрист. Больше всего запомнился за изобретательные и технически продвинутые изделия из японского керамогранита, которые он производил в Сент-Аман-ан-Пюизе в 1880-х и начале 1890-х годов. Он был самоучкой. Умер от скоротечной чахотки.
Его керамические работы выполнены в основном из керамогранита и являются частью французского движения художественной керамики, и включают в себя множество лиц и голов, часто с гротескными выражениями, но он изготовил несколько обычных горшков, часто покрытых густой елейной пепельной глазурью в японском стиле.

## Биография
Сын бедного мастерового в Лионе, он остался круглым сиротой в раннем детстве. Оба родителя Карьеса умерли от туберкулеза, когда ему было шесть лет. Детские годы он провёл со своими двумя братьями и сестрой в лионском приюте, где он привлек внимание настоятельницы, которая устроила ему обучение у лионского скульптора Пьера Вермара.
Первое образование Карриэс получил в приюте, потом служил у каменщика; в редкие свободные минуты лепил из глины статуи и модели разных предметов. Он бросил хозяина и несколько лет подряд вёл скитальческую жизнь, перебираясь из города в город, и наконец попал в Париж, в мастерские, простым мастеровым.
В 1875-1888 годах Жан-Жозеф-Мари Карриес был прежде всего известен своими портретами и зарабатывал на жизнь этим типом заказов.
Жан-Жозеф Карриес был другом Джона Сингера Сарджента, написавшего его портрет в 1880 году.
В Париже Карриэс изучал мраморы Лувра и Люксембурга. В нём проснулся талант, и он создал скульптурную группу Epaves (Выброшенные морем) — группу нищих, трагическая судьба которых была так понятна ему. Это произведение поразило его знакомых и заставило признать в нём талант. Но Карриэс идёт дальше. Он берёт другие сюжеты, переходя от тяжёлых драм жизни к грациозным женским головкам, которым он умеет придать благородство. Эти новые создания художника заставляют говорить о нём в печати.
В 1892 году Карриэс выставляет в Салоне Марсова поля, и президент Карно, обходя выставку в день открытия, удостаивает его звания кавалера ордена Почётного легиона, несмотря на то, что такая почесть никогда не доставалась на долю художникам, выставляющим в первый раз. 
Дальше он бросает скульптуру и предаётся обжиганию и эмалированию глиняных произведений, стремясь достигнуть совершенства японской эмали. Карриэс простудился, и через несколько дней его не стало. Похоронен на кладбище Пер-Лашез.

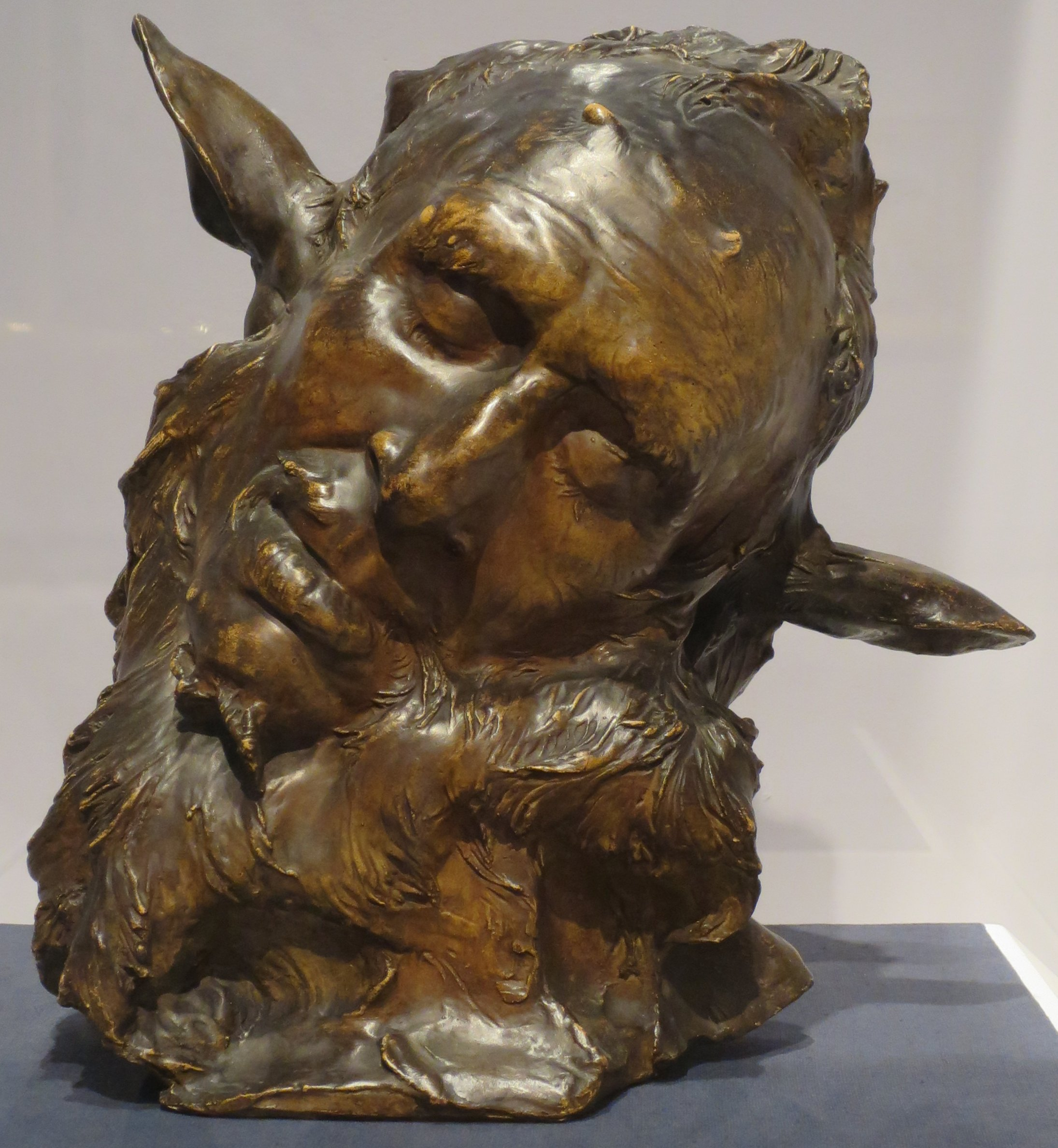
Спящий фавн, платина, 1885
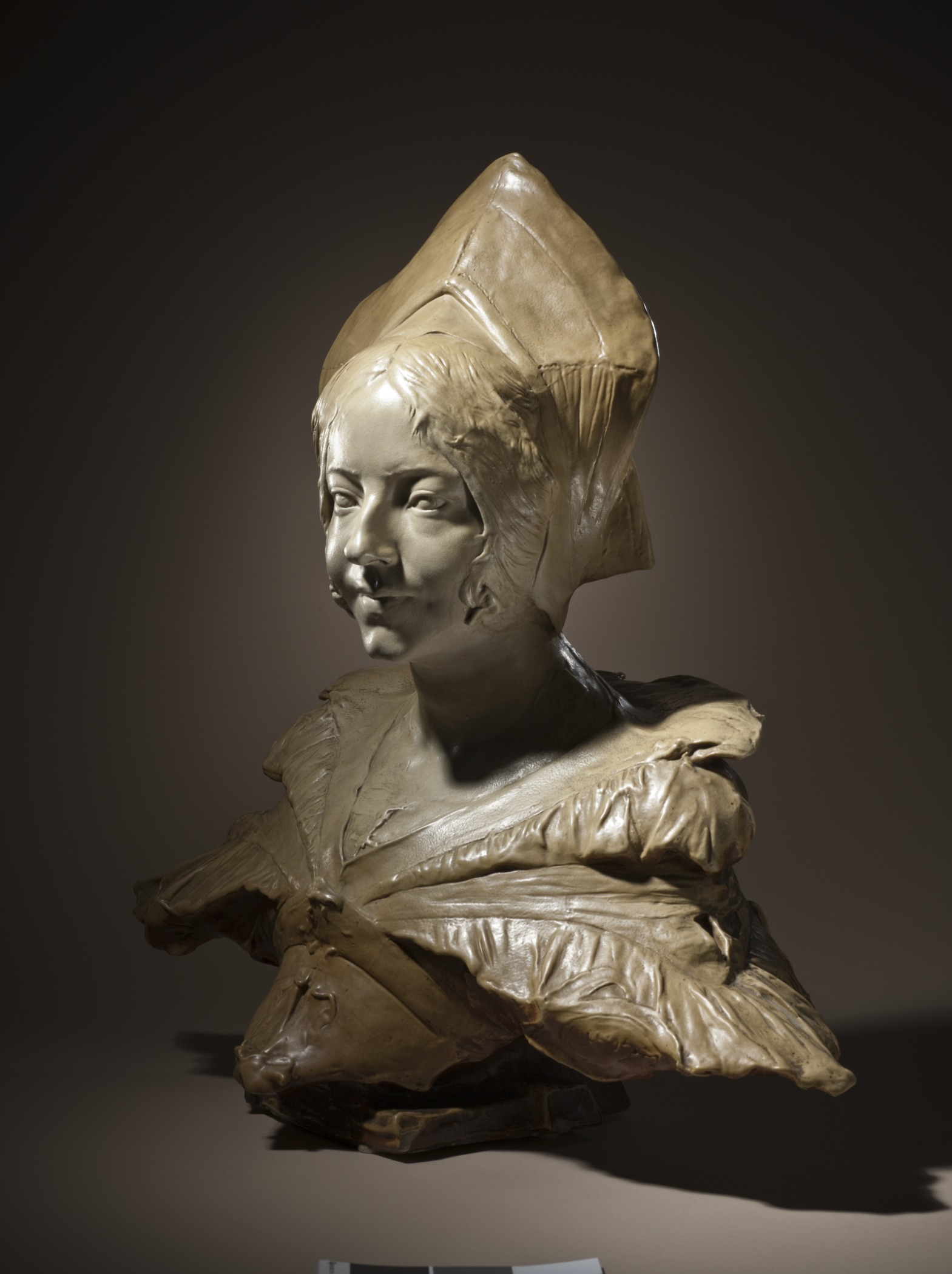
Портрет Лойзы Лаббе, керамика, 1887
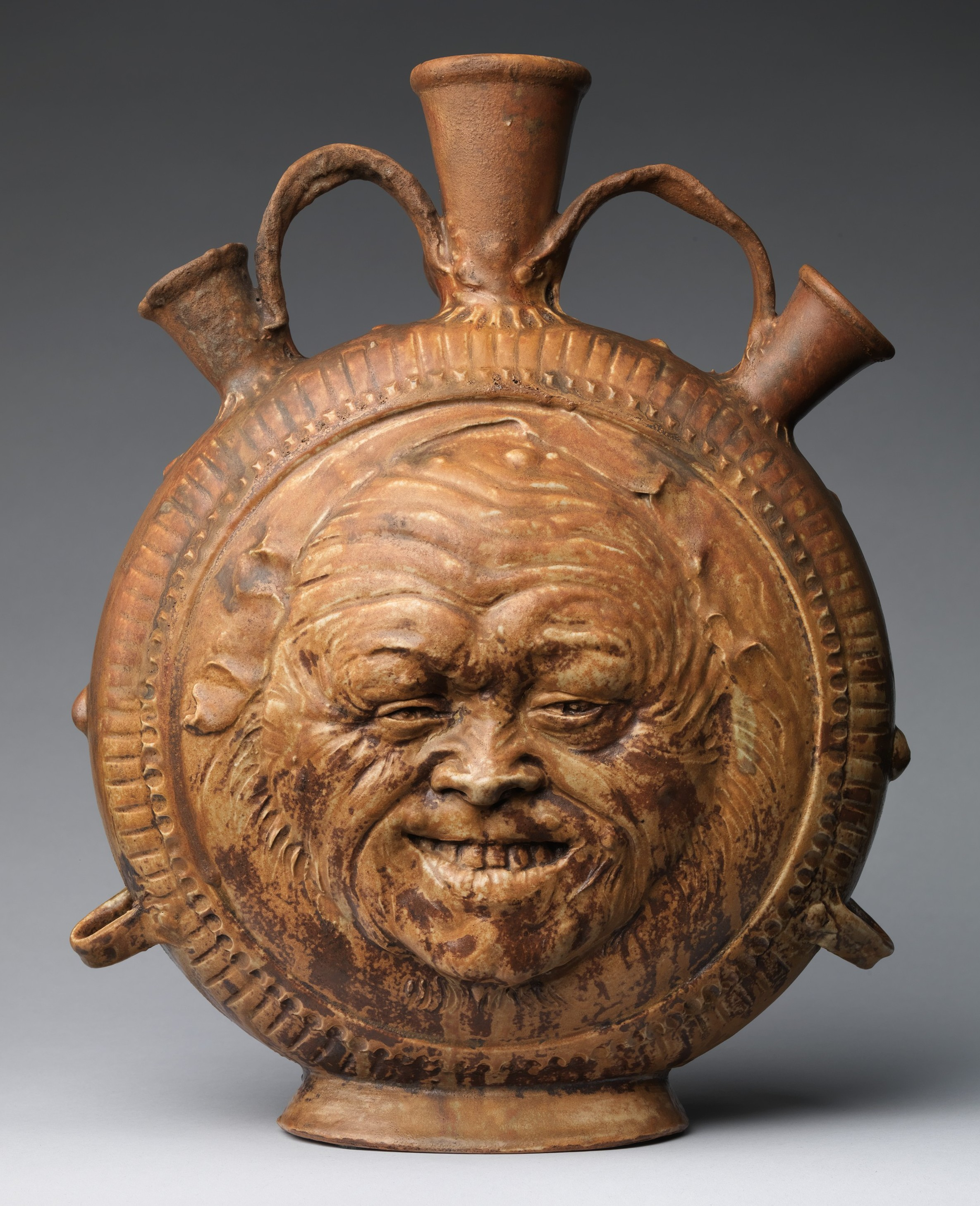
Керамическая фляга, 1890
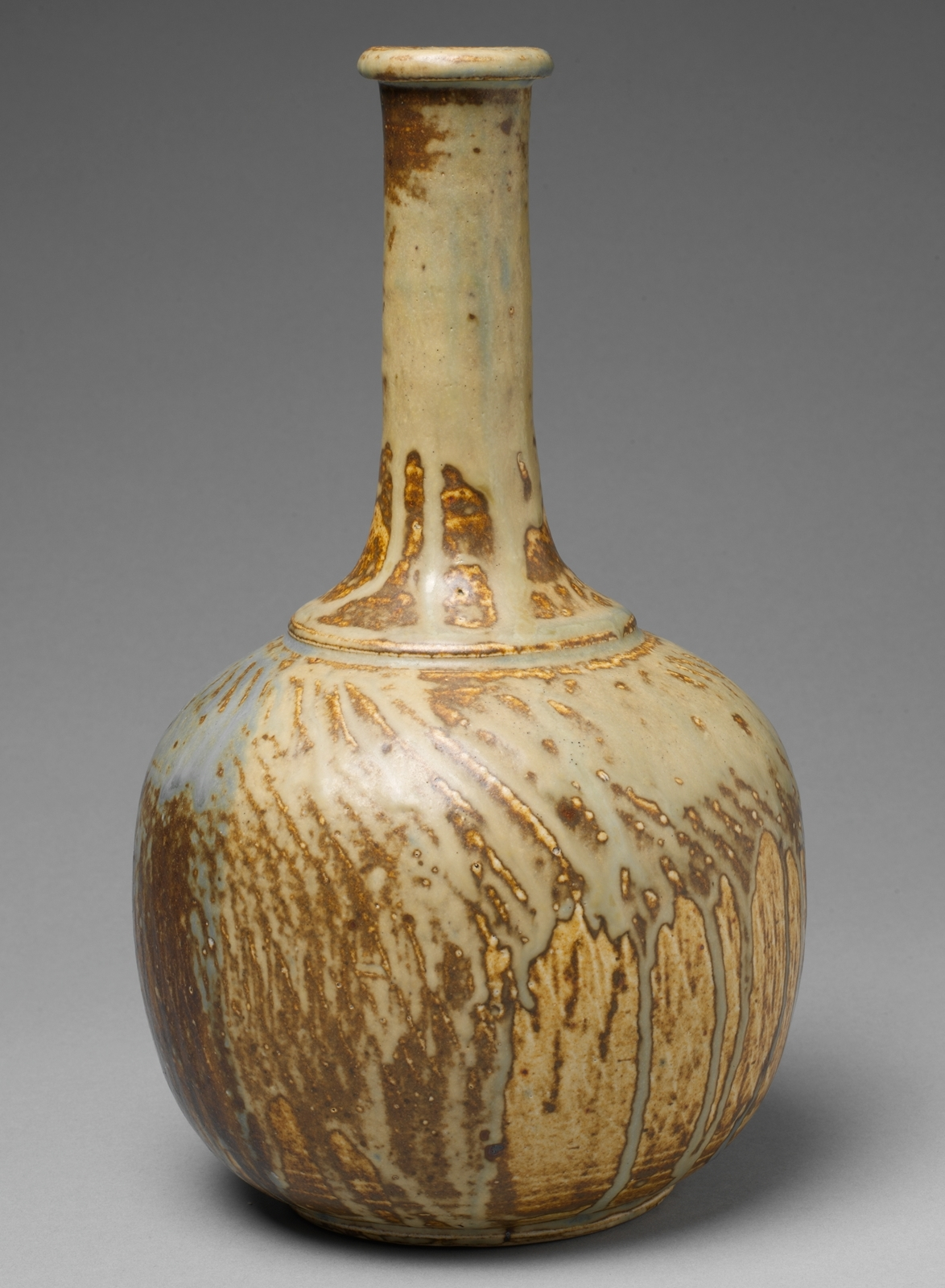
Керамическая ваза 1890–1894
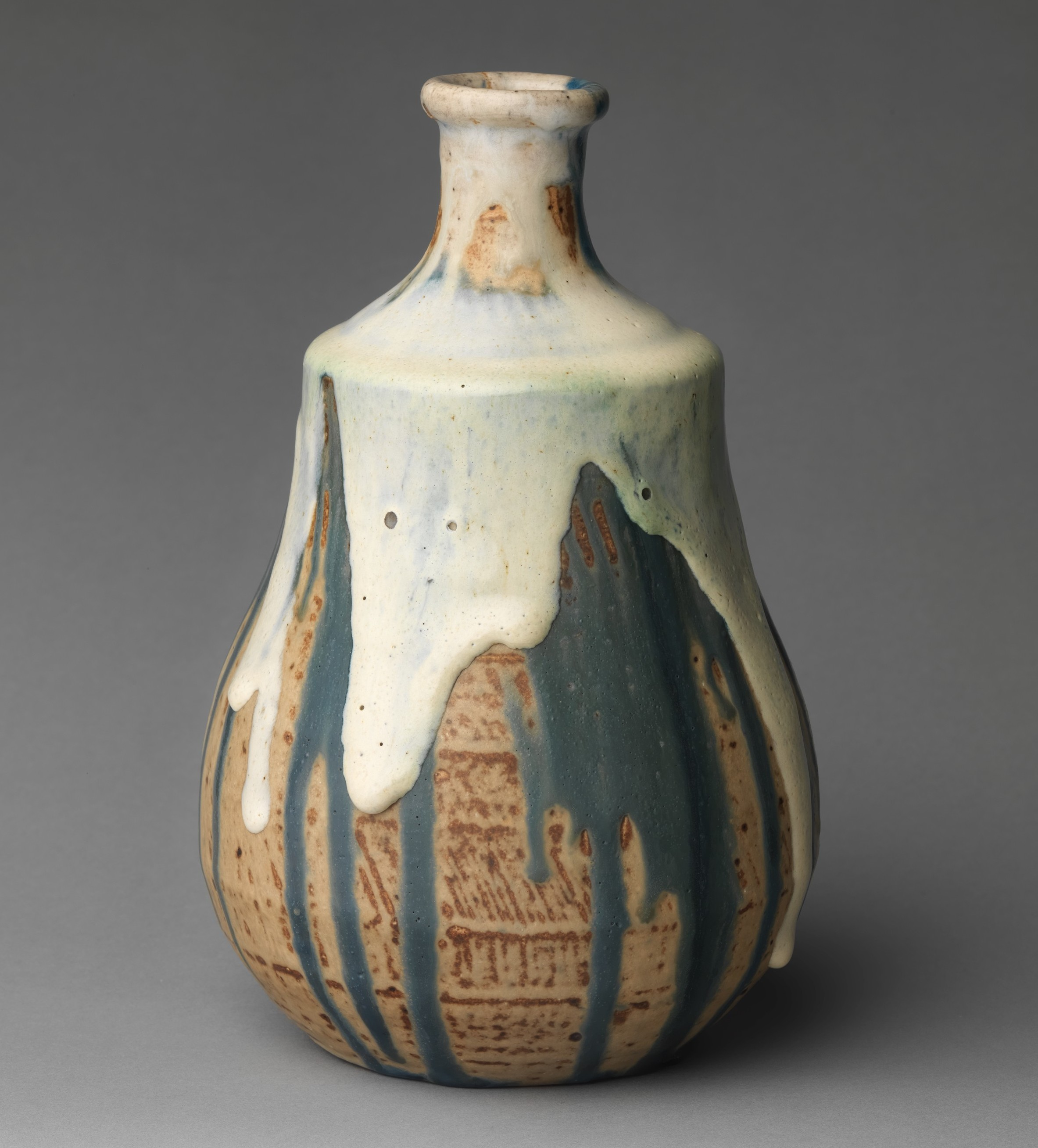
Керамическая ваза, 1890
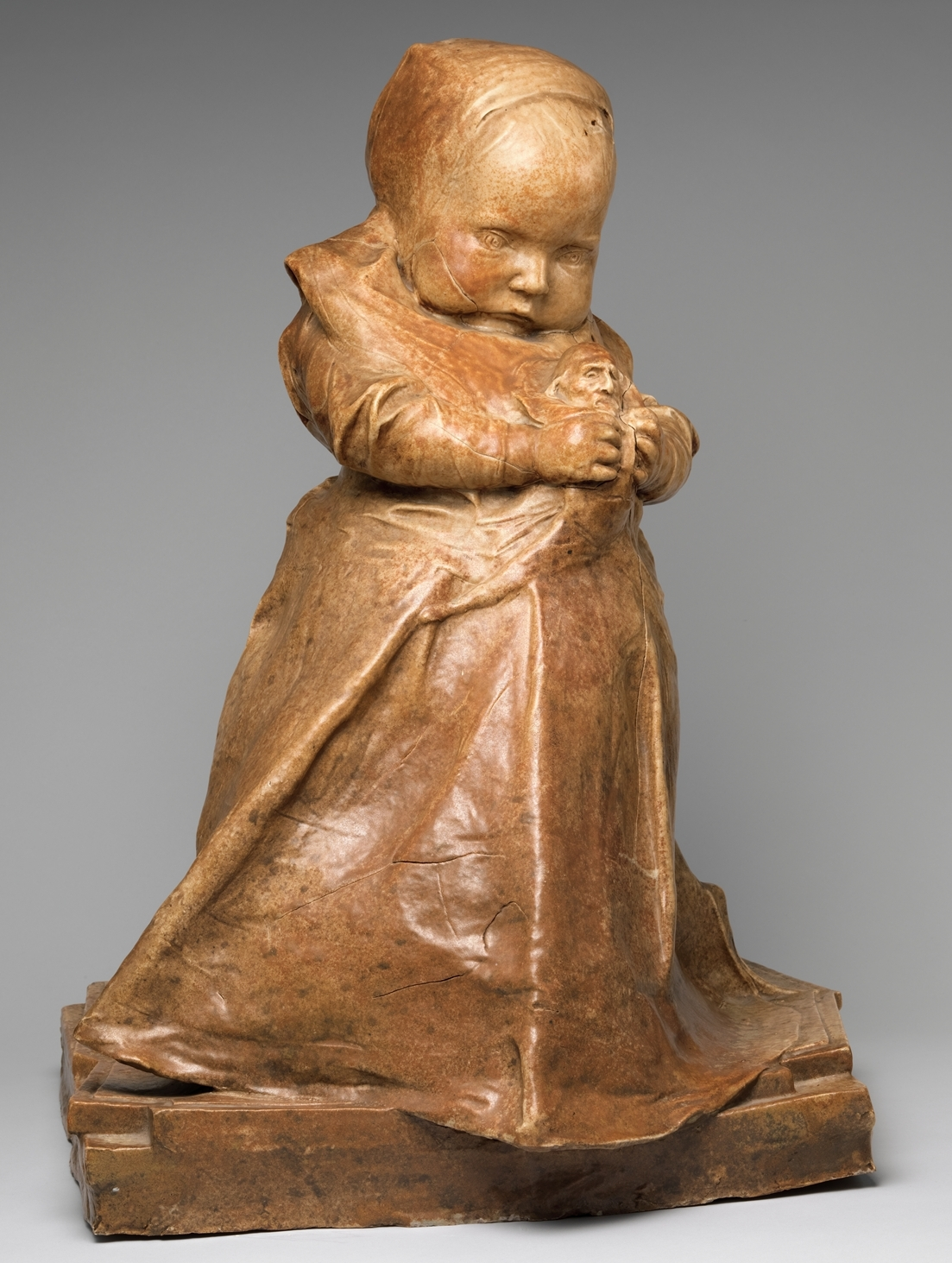
The Infanta, керамика, 1890–1894
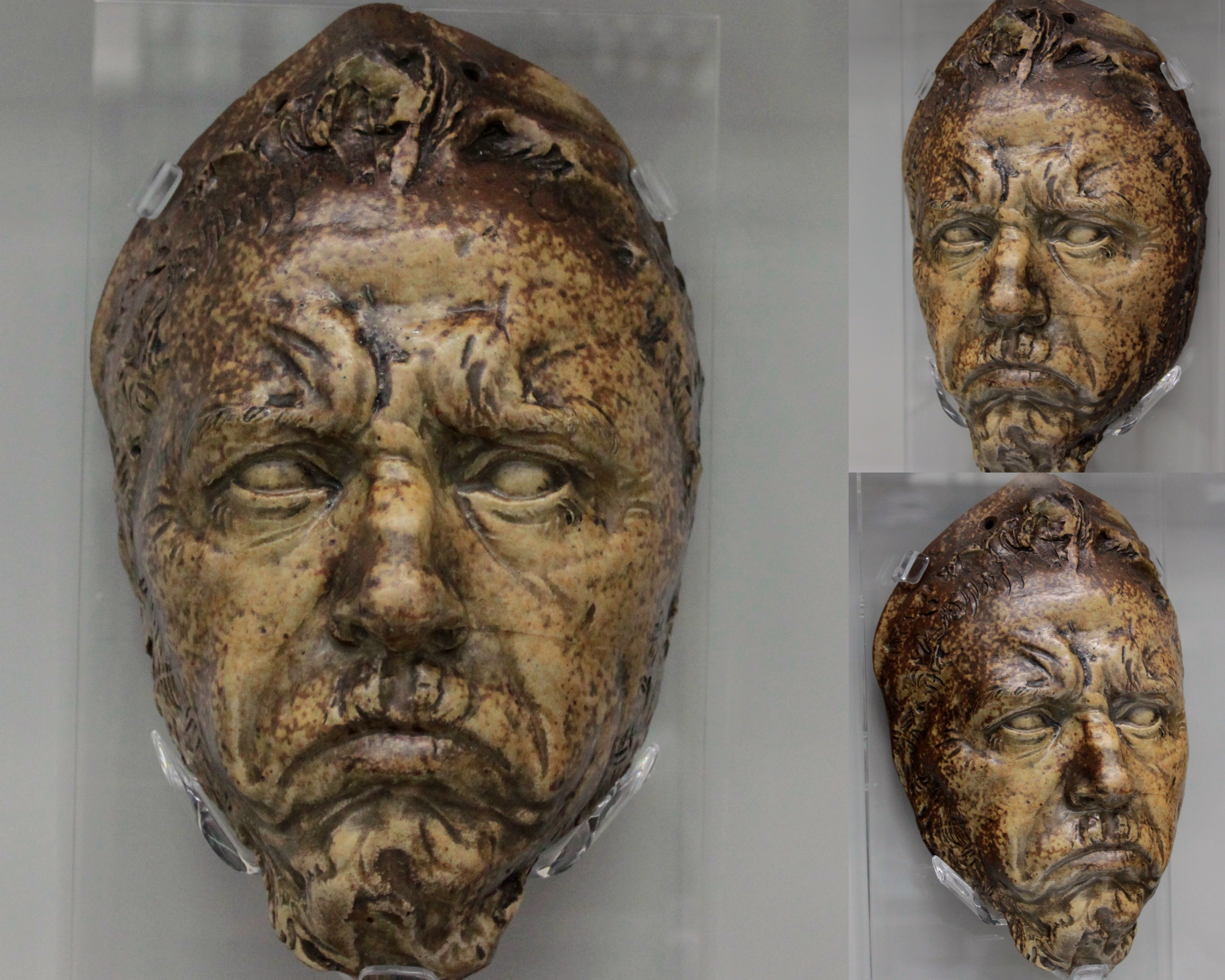
Маска-автопортрет, эмалированная керамика, 1890–1892
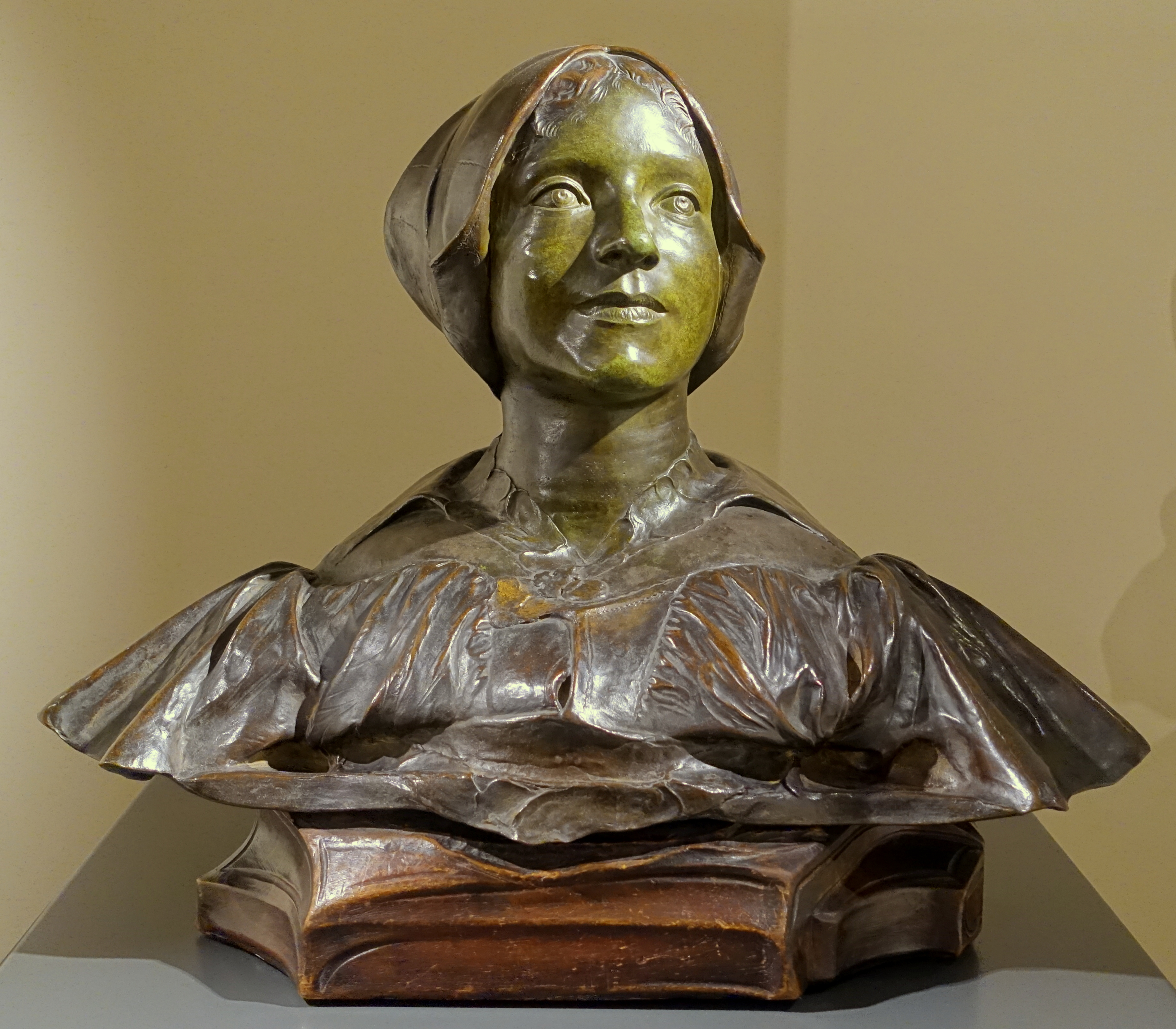
Голландка , бронза, 1893